# Nephrangis
Genre
Nephrangis est un genre de plantes de la famille des Orchidées.

## Liste d'espèces
Selon Catalogue of Life (21 juillet 2018) :
- Nephrangis bertauxiana Szlach. & Olszewski
- Nephrangis filiformis (Kraenzl.) Summerh.

Selon NCBI (21 juillet 2018) :
- Nephrangis bertauxiana

Selon The Plant List (21 juillet 2018) :
- Nephrangis bertauxiana Szlach. & Olszewski
- Nephrangis filiformis (Kraenzl.) Summerh.

Selon Tropicos (21 juillet 2018) (Attention liste brute contenant possiblement des synonymes) :
- Nephrangis bertauxiana Szlach. & Olszewski
- Nephrangis filiformis (Kraenzl.) Summerh.